# Герб Кунева
Герб Кунева — офіційний символ села Кунів, Шепетівського району Хмельницької області, затверджений 14 серпня 1997 року рішенням сесії сільської ради. Герб є промовистим.
Автор — А. Гречило.

## Опис
У золотому полі чорна стріла у стовп, з вістрями на обох кінцях, у синій главі біжить золота куниця.

## Зміст
Стріла з двома вістрями є гербом волинських шляхтичів Куневських, котрі володіли містечкам у ХVІ ст. й багато зробили для його розвитку. Куниця є асоціативним символом і вказує на назву поселення, а також не те, що воно виникло серед лісів і його мешканці займалися полюванням. Синя смуга означає річку Вілію, а золоте поле — добробут і щедрість.
Щит увінчано червоною міською короною, що вказує на село, яке давніше було містечком.